# 京良城町
京良城町（きょうらぎまち）は福岡県北九州市八幡西区の町。住居表示実施済み。郵便番号は806-0061。

## 地理
八幡西区の中部東側に位置し、北に幸神、北東に西鳴水、東に大畑町，大字熊手、南に大字市瀬，市瀬、西に別当町，茶売町と接する。

### 河川
- 普通河川 曲里川
- 普通河川 山幸川

### 湖沼
- 黒ヶ畑池
- 京良城池

## 地域の特徴
南北に細長い町域で、東端に沿って北九州高速4号線が南北に走り、西端を国道200号が掠める。帆柱山西麓の低丘陵地で、東側には山林が残る。南端からは山幸川が北流し、京良城池に注ぐ。北東端近くでは曲里川が北西流し、黒ヶ畑池に注ぐ。黒ヶ畑池は、異常豪雨時には貯水効果を発揮する調整池としての機能を持たせながら、通常は市民のコミュニティ活動の場として利用できる場所として、せせらぎ広場やグラウンドの整備を行った多目的調整池である。町内に京良城配水池がある。

## 歴史

### 地名の由来
大字熊手の字京良城より。京良城は元来「教良木」であって「清ら木」の意味という。すなわち霊木のある地で、その木を神明のよるところとして祭祀を営んだところといわれる。

### 沿革
- 1973年（昭和48年）6月1日 - 京良城町新設[6]。
- 1974年（昭和49年）4月1日 - 八幡区が八幡西区と八幡東区に分かれ、八幡区京良城町は八幡西区京良城町となる[7]。
- 1980年（昭和55年）6月1日 - 大字熊手の一部が京良城町に編入[8][9]。

### 町名の変遷
| 実施内容          | 実施年月日               | 実施後   | 実施前         |
| ----------------- | ------------------------ | -------- | -------------- |
| 町名新設 住居表示 | 1973年（昭和48年）6月1日 | 京良城町 | 大字熊手の一部 |

## 世帯数と人口
2025年（令和7年）3月31日現在（北九州市発表）の世帯数と人口は以下の通りである。
| 町       | 世帯数  | 人口  |
| -------- | ------- | ----- |
| 京良城町 | 481世帯 | 988人 |

### 人口の変遷
国勢調査による人口の推移。
| 1995年（平成7年）  | 1,134人 | [ 11 ] |  |
| 2000年（平成12年） | 1,095人 | [ 12 ] |  |
| 2005年（平成17年） | 962人   | [ 13 ] |  |
| 2010年（平成22年） | 894人   | [ 14 ] |  |
| 2015年（平成27年） | 845人   | [ 15 ] |  |
| 2020年（令和2年）  | 882人   | [ 16 ] |  |

### 世帯数の変遷
国勢調査による世帯数の推移。
| 1995年（平成7年）  | 399世帯 | [ 11 ] |  |
| 2000年（平成12年） | 405世帯 | [ 12 ] |  |
| 2005年（平成17年） | 367世帯 | [ 13 ] |  |
| 2010年（平成22年） | 362世帯 | [ 14 ] |  |
| 2015年（平成27年） | 362世帯 | [ 15 ] |  |
| 2020年（令和2年）  | 380世帯 | [ 16 ] |  |

## 学区
市立小・中学校に通う場合、学区は以下の通りとなる。
| 町       | 街区 | 小学校               | 中学校               |
| -------- | ---- | -------------------- | -------------------- |
| 京良城町 | 全域 | 北九州市立黒畑小学校 | 北九州市立引野中学校 |

## 交通

### バス
域内のバス停と系統は以下のとおりである。
| 運行事業者 | 運行事業者   | 西鉄バス北九州 |
| 系統       | 系統         | 73             |
| 停留所     | 大畑市営住宅 | ○              |

### 道路
- 国道200号

## 施設

### 公園
- 黒ヶ畑公園
- 京良城公園
- 京良城東公園

### その他
- 京良城配水池